# Leon Loewenberg

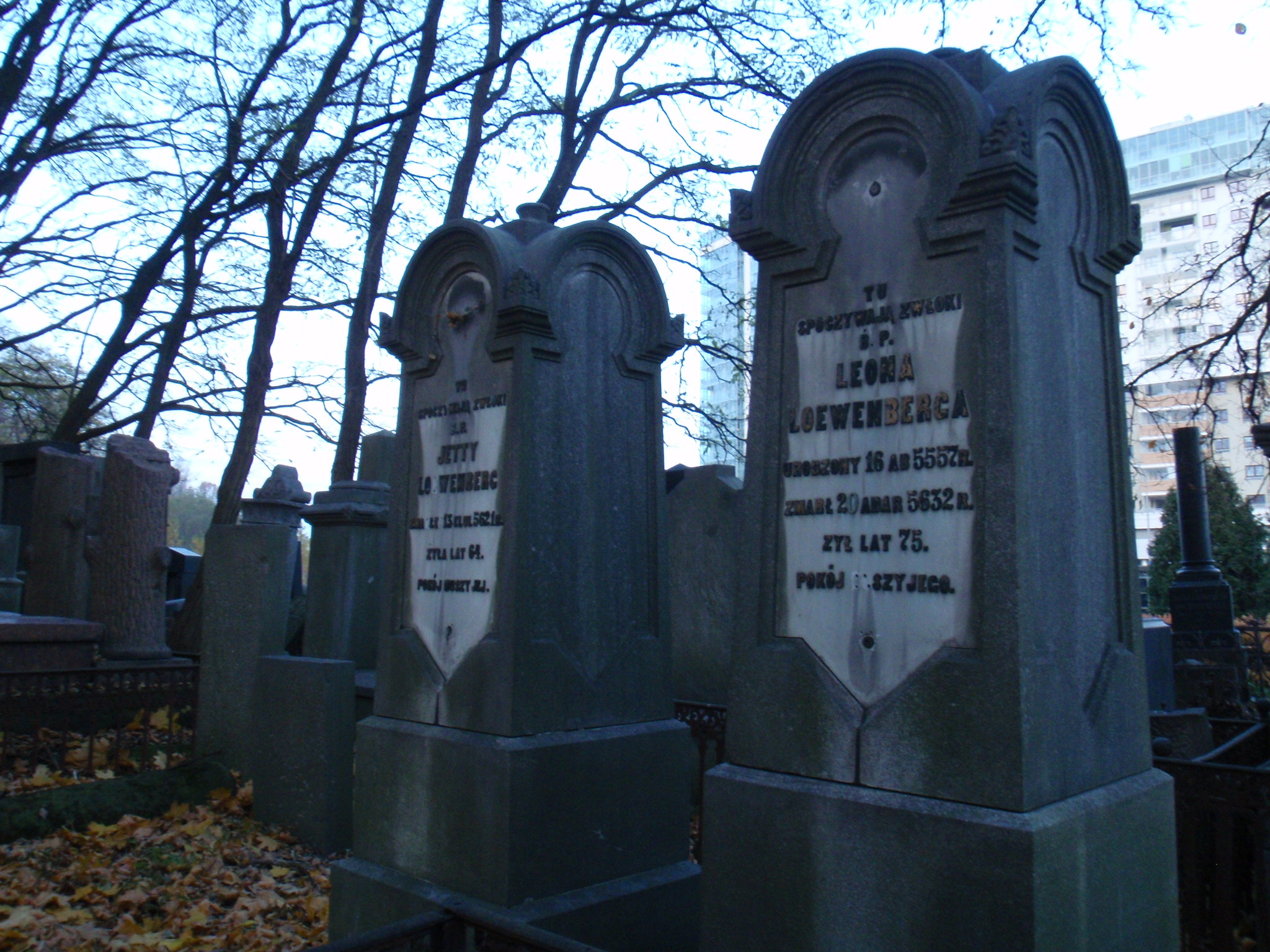
Grób Leona i Jetty Loewenbergów na cmentarzu żydowskim w Warszawie

Leon Loewenberg (ur. 8 sierpnia 1797 w Warszawie, zm. 20 lutego 1872) – polski kupiec i działacz społeczny żydowskiego pochodzenia.
Urodził się jako syn warszawskiego kupca Joachima i nieznanej z nazwiska Pauliny (1767–1869). Był kupcem I Gildii Kupieckiej i właścicielem lub współwłaścicielem wielu nieruchomości w Warszawie, m.in. Hotelu Angielskiego. W 1852 w uznaniu zasług otrzymał dziedziczne poczesne obywatelstwo. Był członkiem Rady Szczegółowej Domu Przytułku Sierot i Ubogich Starozakonnych w Warszawie.
Był dwukrotnie żonaty, po raz pierwszy z Teklą Zündel, a po raz drugi z Anną Horowitz. Z pierwszego małżeństwa miał ośmioro dzieci: Izraela Jakuba (1817–1827), Eleonorę (ur. 1819, jakoby żonę Lewiego Lessera), Adolfa (1824–1881), Adama (1827–1890, maklera giełdowego w Wiedniu), Jakuba (ur. 1828), Samuela (1832–1900, bankiera), Rozalię (1836–1837) i Rebekę (ur. 1838)
Został pochowany na cmentarzu żydowskim przy ulicy Okopowej w Warszawie (kwatera 10, rząd 3).